# 広島県道242号呉港線
広島県道242号呉港線（ひろしまけんどう242ごう くれこうせん）は、広島県呉市を通る一般県道である。

## 概要
呉港から呉市中央1丁目の国道31号交点に至る。呉港は昔から栄えてきた港であるが、認定されたのは1996年（平成8年）と最近である。
途中でJR西日本呉線のガードをくぐる箇所があるが、高さ規制があり、くぐれない車は東側にある踏切のある迂回路を通らなければならない。時々無理に通ろうとして車の上部がガードに激突して呉線が不通になる事故が起きる。

### 路線データ
- 起点：呉市宝町（宝橋西詰交差点、呉港付近）
- 終点：呉市中央1丁目（昭和橋西詰交差点、国道31号交点）
- 総延長：473 m

## 歴史
- 1996年（平成8年） - 路線認定。

## 地理

### 通過する自治体
- 呉市

### 交差する道路
| 交差する道路 | 交差する場所 | 交差する場所            |
| ------------ | ------------ | ----------------------- |
| 国道31号     | 中央1丁目    | 昭和橋西詰交差点 / 終点 |

### 交差する鉄道
- 呉線

### 沿線
- 呉港・呉中央桟橋ターミナル
- 呉市海事歴史科学館（大和ミュージアム）
- ゆめタウン呉
- JR西日本呉線 呉駅